# Lycke distrikt
Lycke distrikt är ett distrikt i Kungälvs kommun och Västra Götalands län. 
Distriktet ligger vid kusten, sydost om Marstrand. 

## Tidigare administrativ tillhörighet
Distriktet inrättades 2016 och utgörs av socknen Lycke i Kungälvs kommun.
Området motsvarar den omfattning Lycke församling hade vid årsskiftet 1999/2000.